# Repositorio lnstitucional de Acceso Abierto
El Repositorio institucional de Acceso Abierto (RIAA), de la Facultad de Tecnología y Ciencias Aplicadas (FTYCA) de la Universidad Nacional Catamarca (UNCA), fue creado en el año 2017 y reúne la producción científica y académica de docentes, investigadores y alumnos.
El repositorio adhiere a la filosofía del Acceso Abierto que permite que la literatura científica y académica se pueda, descargar, distribuir, copiar e imprimir su material sin restricciones asegurando los derechos de los autores.
El Repositorio cumple con la Ley Nacional N° 26.899/2013 "Repositorios Digitales Institucionales de Acceso Abierto".

## Reseña histórica
El desarrollo del acceso abierto en Argentina y, en particular, en la Facultad de Tecnología y Ciencias Aplicadas (FTYCA) de la Universidad Nacional de Catamarca (UNCA) ha sido una evolución significativa en la política de preservación y difusión del conocimiento académico.
En 2011, se estableció el Sistema Nacional de Repositorios Digitales (SNRD), cuyo objetivo fue promover el acceso abierto en el país. A partir de esta base, en 2013 se promulgó la Ley Nacional Nº 26.899 que obliga a las instituciones científicas a crear Repositorios Digitales Institucionales de Acceso Abierto, marcando un hito para el avance de estas iniciativas a nivel nacional.
Para apoyar la implementación de estos repositorios, en 2015 el SNRD publicó Directrices para la creación de Repositorios Digitales, proporcionando una guía estructurada para las instituciones que comenzaban a adoptar estas políticas.
Siguiendo esta línea, en 2016 la FTYCA creó la Comisión de Gestión de Repositorios de Acceso Abierto, responsable de la administración y promoción del acceso abierto dentro de la facultad. Ese mismo año, se lanzó el Repositorio Temático en Ingeniería del Software (RIS), un recurso especializado que responde a las necesidades de investigación y enseñanza en esa área.
En 2017, se implementaron las Políticas de Acceso Abierto específicas para el repositorio digital de la FTYCA, orientadas a garantizar la accesibilidad, preservación y uso de los recursos digitales de la institución.
Durante 2018, el repositorio de la facultad adoptó la plataforma DSpace 6.3, permitiendo una gestión y difusión más robustas de los materiales académicos y científicos.
Con el objetivo de fortalecer el alcance del repositorio, en 2020 se desarrollaron estrategias de difusión y visualización para ampliar el impacto de los recursos almacenados y facilitar el acceso de la comunidad académica y pública.
Posteriormente, en 2021, el Repositorio Temático en Ingeniería del Software (RIS) se modificó, transformándose en el Repositorio Institucional de Acceso Abierto de la FTyCA. para lo cual se institucionalizó formalmente mediante la ordenanza del Consejo Directivo de la FTyCA Ord. N° 005/2021, , reforzando su compromiso con la política de acceso abierto.
Finalmente, en 2024 se actualizaron las políticas de acceso abierto del repositorio para alinearse con los nuevos requerimientos del SNRD, asegurando su sostenibilidad y vigencia en el contexto actual de la ciencia abierta.

## Contenido
RIAA recibe la producción de toda la Facultad en sus actividades de enseñanza e investigación. Los materiales digitales a incorporar en el repositorio deben cumplir los siguientes requisitos:
- Producciones que hayan pasado un sistema de revisión por pares y/o que haya atravesado un proceso de aprobación por una autoridad competente o con jurisdicción en la materia.
- No deberá haber sido marcada con derecho de exclusión (OPTOUT) ni violar acuerdos previos con terceros (editoriales, revistas científicas, otras instituciones, etc.) (ver Política de Depósito, Derecho de exclusión (OPT-OUT)).
- Producciones generadas por docentes, investigadores y alumnos de la FTyCA o unidades académicas e instituciones externas que deseen depositar en RIAA.
- Los documentos depositados pueden estar en cualquier idioma, siendo el español e inglés los más relevantes.
- Los tipos de documentos a incluirse en el repositorio serán: Libro - Parte de Libro o Capítulo – Artículo - Documento de Conferencia (Jornada, Workshop, Conferencia, Congreso, etc.) - Tesis Doctoral - Tesis de Maestría - Trabajo Final de Especialización - Trabajo Final de Grado - Recurso Abierto (material didáctico, material educativo digital, seminarios, talleres, infografías, ensayos, etc.). Se sugiere que el recurso didáctico se cree utilizando la guía elaborada por la Comisión -Memorias o Anales de eventos institucionales de la FTyCA (jornadas, reuniones, congresos, seminarios, etc.) - Otros documentos (informes técnicos, ordenanzas, reglamentaciones, producciones periódicas, etc.).
- Excepcionalmente se podrá también albergar recursos abiertos o documentos que, aunque no estén producidos en la FTyCA o no hayan pasado un proceso de evaluación, tengan carácter o importancia singular que amerite una preservación digital y difusión. Su incorporación deberá ser analizada previamente por la Comisión de Gestión de Repositorios Digitales de Acceso Abierto

## Semana Internacional de Acceso Abierto
La Semana Internacional del Acceso Abierto es un evento global que se celebra cada año en octubre, promoviendo el acceso abierto a la información académica y de investigación. Durante esta semana, universidades, bibliotecas, investigadores y organizaciones de todo el mundo se unen para compartir experiencias y destacar los beneficios del acceso abierto.
El objetivo principal es aumentar la concientización sobre la importancia de hacer que el conocimiento y los resultados de las investigaciones sean accesibles para todos, sin barreras de costo ni restricciones de uso. Esto fomenta la colaboración, la transparencia y el avance del conocimiento a nivel mundial.
Es un momento para reflexionar sobre cómo podemos democratizar el acceso a la información y asegurar que los descubrimientos científicos y académicos estén disponibles para todos, no solo para unos pocos. 
Desde el 2019 participa en las diferentes temáticas propuestas::
- 2019: ¿Abierto para quién? Equidad en el conocimiento abierto.
- 2020: Lema global: Abrir con Propósito - Tema local: Acceso Abierto en Acción.
- 2021: Importa como abrimos el conocimiento: construyendo equidad estructural.
- 2022: Abrir para la justicia climática.
- 2023: La comunicad frente a la comercialización.
- 2024: La comunicad frente a la comercialización - Tema: Centrar la equidad en la producción y difusión del conocimiento.

## Publicaciones
| AÑO  | PUBLICACIÓN |
| ---- | --- |
| 2020 | Movimiento de Acceso Abierto en la educación y la ciencia, desde la Facultad de Tecnología y Ciencias Aplicadas de la UNCA                                                                                |
| 2020 | Gestión Repositorio de Acceso Abierto en la Facultad de Tecnología y Ciencias Aplicadas - UNCA. |
| 2020 | Matomo como herramienta para la obtención de Estadísticas de Uso de los Documentos dispuestos en el Repositorio Institucional de Acceso Abierto de la Facultad de Tecnología y Ciencias Aplicadas, UNCA”. |
| 2020 | Experiencia en la creación y gestión del Repositorio Institucional de Acceso Abierto en la Facultad de Tecnología y Ciencias Aplicadas - Universidad Nacional de Catamarca, Argentina                     |
| 2021 | Repositorio Institucional Abierto para la promoción de la producción Científica y Académica de la Facultad de Tecnología y Ciencias Aplicadas – UNCA                                                      |
| 2023 | Presentación del Repositorio Institucional de Acceso Abierto (FTYCA) |
| 2023 | E-BOOK - Estrategias para búsquedas significativas de información en repositorios, bibliotecas y otros recursos digitales.                                                                                |
| 2023 | Estrategias ingenieriles e Inteligencia Artificial para potenciar la redacción técnica. |
| 2023 | Fuentes de Información de Acceso Abierto para la Vigilancia Tecnológica. |
| 2024 | Estrategias ingenieriles e IA aplicadas en el Manual de Procedimientos del RIAA para fortalecer la comunicación escrita.                                                                                  |
| 2024 | Integración de la Ciencia Abierta y Acceso Abierto en la enseñanza de Ciencias Económicas. |
| 2024 | Perspectivas y desafíos en educación en carreras de Ingeniería: una transformación necesaria. |
| 2024 | Repositorios de Acceso Abierto: Impulsando la Investigación de Carreras de Educación Superior. |

## Licencia de uso
Sobre los derechos de uso de los documentos depositados en el RIAA se define lo siguiente: Excepto donde se diga lo contrario explícitamente, cada documento se publica bajo la Licencia Creative Commons licencia de Creative Commons Reconocimiento-NoComercial-CompartirIgual 4.0 Internacional.